# 汉斯·冯·奥海恩
汉斯·约阿希姆·帕布斯特·冯·奥海恩（德語：Hans Joachim Pabst von Ohain，1911年12月14日—1998年3月13日），德国物理学家，喷气发动机的两位发明人之一（另一位是英国人弗兰克·惠特尔）。1937年，他取得了涡轮喷射发动机的专利。